# 沙漠中心 (加利福尼亞州)
沙漠中心（英語：Desert Center）是位於美國加利福尼亞州河濱縣的一個人口普查指定地區。

## 地理
沙漠中心的座標為33°42′48″N 115°24′02″W / 33.71333°N 115.40056°W，而該地最高點為海拔高度200米（即656英尺）。

## 人口
根據2010年美國人口普查的數據，沙漠中心的面積為78.799平方千米，均為陸地。當地共有人口204人，而人口密度為每平方千米2人。